# Untergasse 14 (Biel)

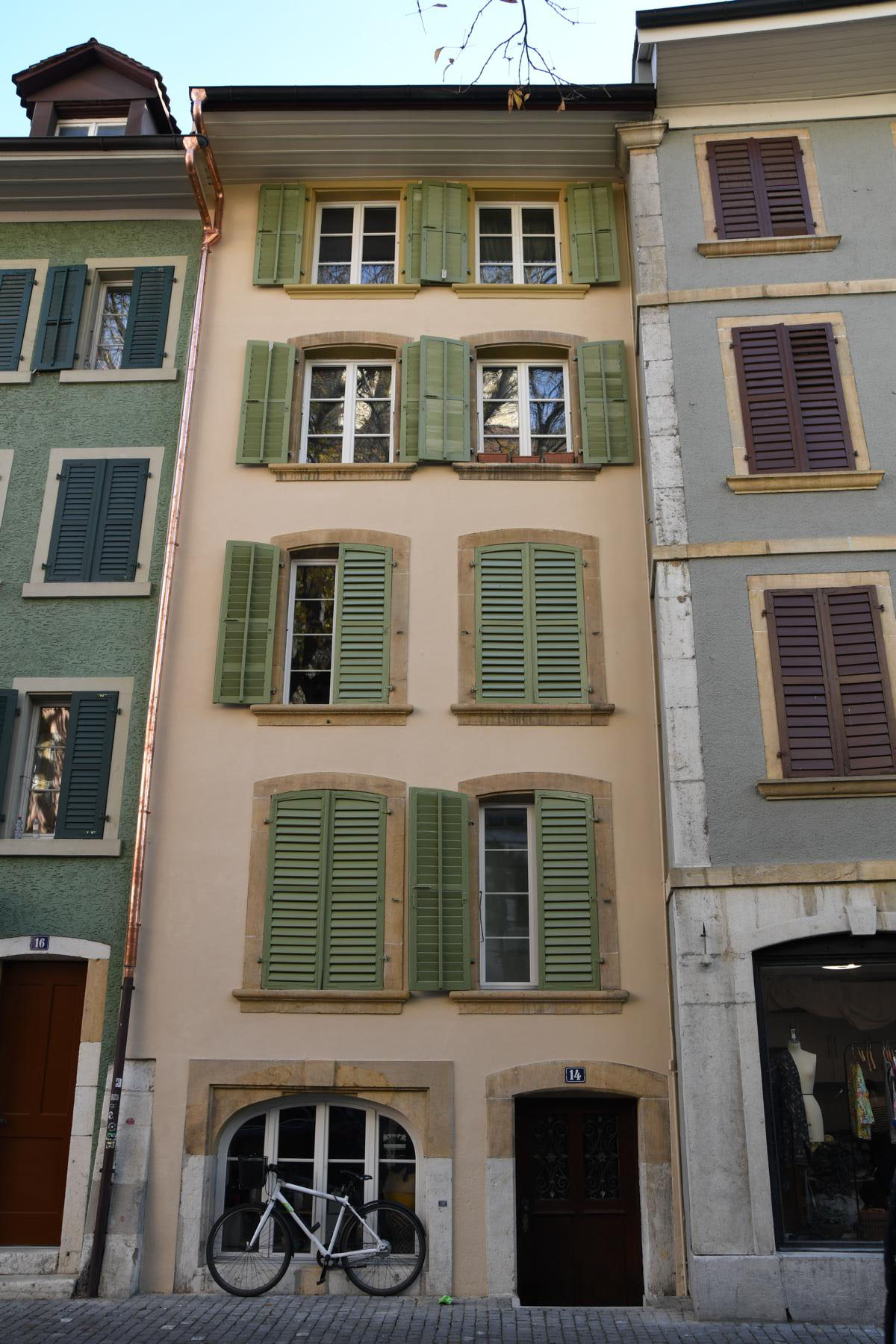
Gassenseitige Ansicht des Hauses, 2020

Das Haus Untergasse 14 in Biel (französisch Bienne) im Kanton Bern in der Schweiz ist ein «schönes Altstadthaus mit schlichter spätbarocker Gassenfassade». Es steht seit 2003 unter Denkmalschutz.

## Lage
Das Bauwerk in der Untergasse (Rue Basse) «14» liegt im Quartier Altstadt (Vieille ville, Baugruppe A). Der moderne rückwärtige Anbau trägt an der Kanalgasse die Nummer «35». Die Wohn- und Geschäftshäuser der Untergasse sind in der Regel denkmalgeschützt und Teil des Ortsbildes von nationaler Bedeutung im Inventar der schützenswerten Ortsbilder der Schweiz. Oberhalb liegt die reformierte Stadtkirche. Entlang der Kanalgasse wurden neuzeitliche Geschäfts- und Gewerbebauten errichtet.

## Geschichte
Die Häuser von Ober- und Untergasse wurden im Zuge der Stadterweiterung gegen Ende des 13. Jahrhunderts errichtet. Das Wohn- und Geschäftshaus ist möglicherweise im Kern spätmittelalterlich. «Prägende Umbauten» erfuhr es im späten 18. Jahrhundert. Im Vorgängerbau des Nachbarhauses Untergasse «12» wohnte Ende Oktober 1765 Jean-Jacques Rousseau einige Tage in der Stadt. Eine zweisprachige Gedenktafel erinnert an seinen Aufenthalt.
Das Haus Untergasse «14» wurde 2003 als «schützenswert» in das «Bauinventar» der Denkmalpflege des Kantons rechtswirksam aufgenommen. Das «qualitätvolle Haus» ist «ein wichtiges Element im Strassenzug». Kulturgüter-Objekte der «Kategorie C» wurden (Stand: Oktober 2023) noch nicht veröffentlicht.

## Beschreibung

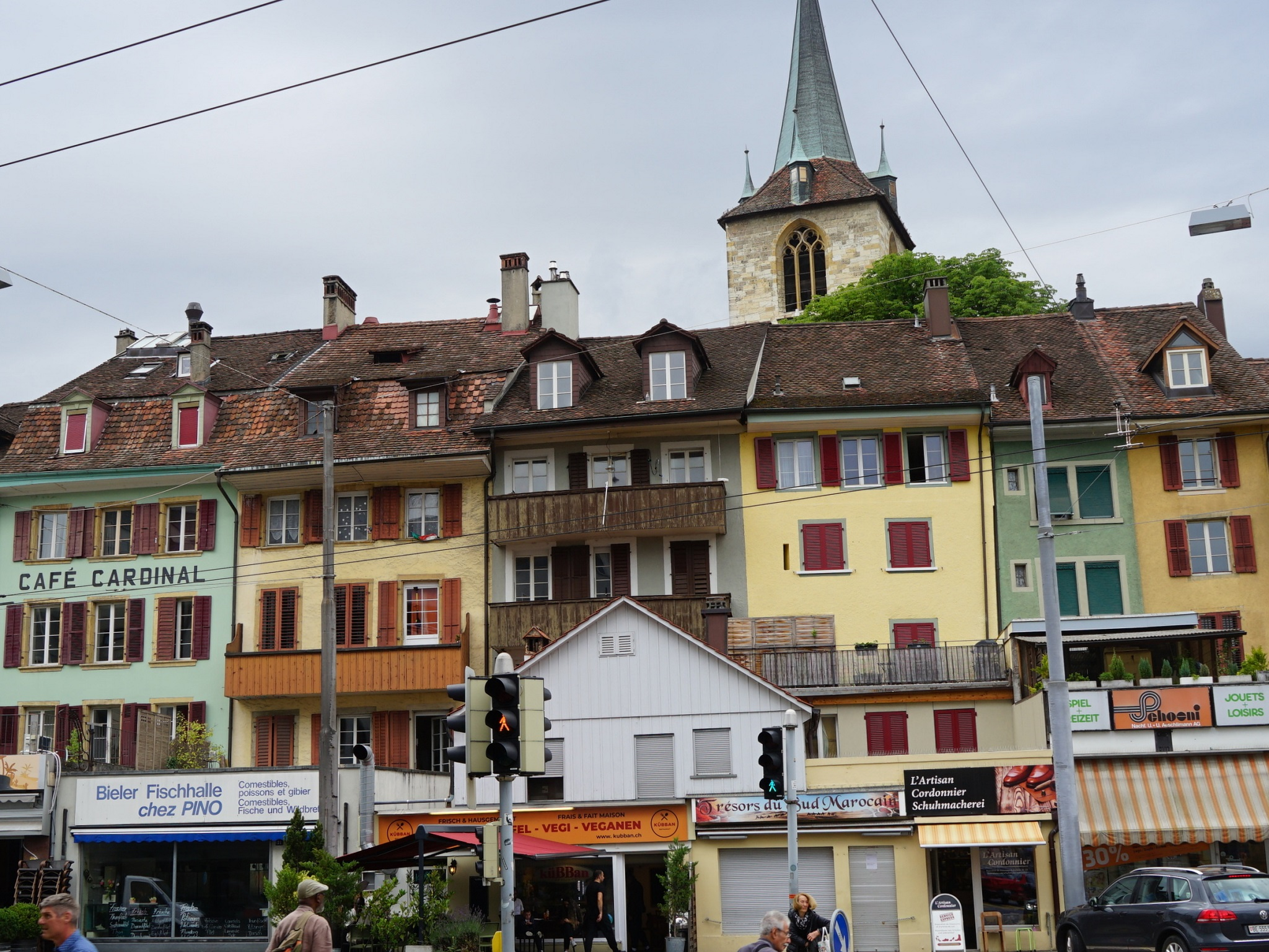
Kanalgasse 35/Untergasse 14 ist das gelbe Haus vor dem Kirchturm, 2022

Das Gebäude ist ein «schönes Altstadthaus», ein Putzbau mit vier Geschossen und zwei Fensterachsen. Die «schlichte spätbarocke» Fassade zur Untergasse zeigt im ersten bis dritten Obergeschoss Fensterbänke mit Wulstprofil und flachen Rahmungen mit Stichbögen. Die Fenster haben ihre alte Teilung, Läden sind vorhanden.
Bei Veränderungen kann die vorgeschriebene Bauuntersuchung Auskunft über den Vorgängerbau geben. Rückseitig sind die Untergeschosse «verbaut» und Veränderungen mit Auflagen möglich.

## Belege
1. 1 2 3 4 5 6  Denkmalpflege des Kantons Bern: Biel/Bienne, Untergasse 14. In: Bauinventar des Kantons Bern. Kanton Bern, abgerufen am 18. Januar 2024.
2. 1 2  Denkmalpflege des Kantons Bern: Biel/Bienne, Kanalgasse 35. In: Bauinventar des Kantons Bern. Kanton Bern, abgerufen am 18. Januar 2024.
3. 1 2  Développement de l’agglomération. In: Ortsbildaufnahme ISOS 10002 (französisch, PDF, 18,9 MB, abgerufen am 31. Oktober 2023). S. 38.

Koordinaten: 47° 8′ 28,2″ N, 7° 14′ 50″ O; CH1903: 585481 / 221150